# Octomeria mocoana
Octomeria mocoana är en orkidéart som beskrevs av Rudolf Schlechter. Octomeria mocoana ingår i släktet Octomeria och familjen orkidéer. Inga underarter finns listade i Catalogue of Life.